# Charles Townshend, III visconte Townshend
Charles Townshend, III visconte Townshend (11 luglio 1700 – 12 marzo 1764), è stato un nobile e politico inglese.

## Biografia
Era il figlio di Charles Townshend, II visconte Townshend, e della sua prima moglie, Elizabeth Pelham. Studiò a Eton College e al King's College. 

## Carriera
Dopo la laurea entrò nella Camera dei Comuni, quando succedette a suo zio come deputato per Great Yarmouth (1722-1723). 
Come suo padre era già Lord Townshend e fu designato Lord Lynn. In seguito fu Master of the Jewel Office e Lord Luogotenente di Norfolk (1730) ed ereditò i titoli di suo padre nel 1738.

## Matrimonio
Sposò, il 29 maggio 1723, Audrey Harrison (?-9 marzo 1788), unica figlia ed erede di Edward Harrison. Ebbero tre figli:
- George Townshend, I marchese Townshend (28 febbraio 1724-14 settembre 1807);
- Sir Charles (1725-2 settembre 1767), sposò Caroline Campbell, ebbero una figlia;
- Lady Audrey (1736-1781), sposò Robert Orme, ebbero tre figli.

## Morte
Morì il 12 marzo 1764.
| Controllo di autorità | VIAF (EN) 68763070 · ISNI (EN) 0000 0001 2212 2162 · CERL cnp01297903 · LCCN (EN) no2009002272 · GND (DE) 1013915410 |